# Bellegarde-Sainte-Marie
Bellegarde-Sainte-Marie (okcitansko Bèragarda e Senta Maria) je naselje in občina v francoskem departmaju Haute-Garonne regije Jug-Pireneji. Leta 2008 je naselje imelo 194 prebivalcev.

## Geografija
Kraj leži v pokrajini Gaskonji ob reki Arsène, 32 km severozahodno od Toulousa.

## Uprava
Občina Bellegarde-Sainte-Marie skupaj s sosednjimi občinami Bellesserre, Brignemont, Cabanac-Séguenville, Cadours, Le Castéra, Caubiac, Cox, Drudas, Garac, Le Grès, Lagraulet-Saint-Nicolas, Laréole, Pelleport, Puysségur in Vignaux sestavlja kanton Cadours; slednji se nahaja v okrožju Toulouse.
1. ↑  »Populations légales 2016«. Nacionalni inštitut za statistične in gospodarske raziskave. Pridobljeno 25. aprila 2019.